# Ligeia

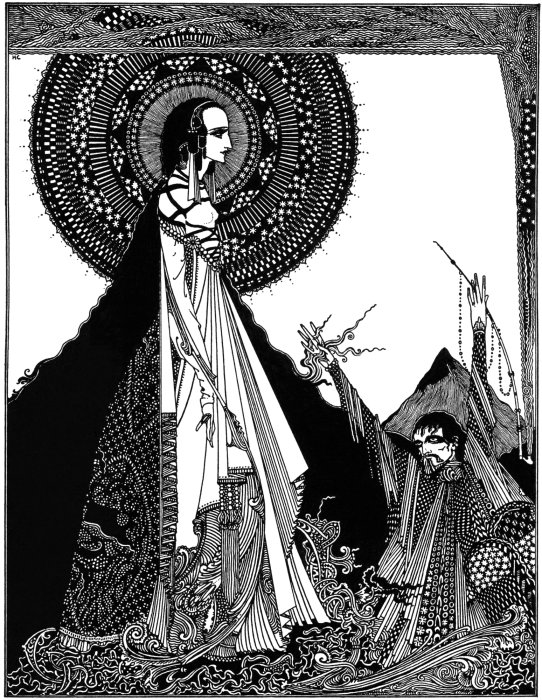
Ligeia, Illustration von Harry Clarke, 1919

Ligeia ist eine 1838 erschienene Erzählung von Edgar Allan Poe, in deren Mittelpunkt die Reinkarnation einer Person in einer anderen steht.

## Handlung
Der namenlose Ich-Erzähler hat in einer „alten, verfallenen Stadt am Rhein“ Ligeia, eine Frau von ebenso großer Schönheit wie Klugheit und Bildung, kennen- und lieben gelernt und geheiratet. Er beschreibt sie als überaus groß gewachsen, Haare und Augen schwarz, Haut weiß, mit tiefer Stimme und von unglaublicher Ruhe und Gelassenheit, unter der ein Vulkan von Leidenschaft brodelt. Der Ich-Erzähler wird zu ihrem Schüler und überlässt sich ihrer Führung durch alle Gebiete des Geistigen. Besonders fasziniert ist sie von der Idee, dass alles Leben Wille ist und dass Sterben nur auf einem Mangel an Willenskraft beruht. Dennoch erkrankt sie, siecht dahin, schreibt noch ein resigniertes Gedicht über den „Eroberer Wurm“ – und stirbt.
Der verwitwete Ich-Erzähler hält es daraufhin in der alten Stadt am Rhein nicht mehr aus und kauft von dem reichen Erbe, das Lady Ligeia ihm hinterlassen hat, eine alte Abtei in England, die er antikisierend und ägyptisierend prachtvoll ausstattet, besonders das Eheschlafzimmer, nachdem er eine neue Partnerin gefunden hat: Die blonde und blauäugige Lady Rowena Trevanion von Tremaine. Aus Geldgier hat ihre Familie sie ihm überlassen – er aber befindet sich weiterhin im Bann Lady Ligeias und erträgt die neue Beziehung nur im Opiumrausch. Auch Lady Rowena erkrankt, erholt sich noch einmal, erkrankt erneut – und stirbt. Die Bestattung ist vorbereitet, der Ich-Erzähler sitzt an ihrem Leichnam, da scheint sie sich zu erholen – und fällt in Totenstarre zurück. Dieser furchtbare Vorgang wiederholt sich etliche Male, bis Rowena sich schließlich von ihrem Sterbelager erhebt. Die Totenbinden fallen von ihr ab, sie scheint gewachsen, ihr Haar ist schwarz, ihre Augen sind schwarz. Entsetzt erkennt der Ich-Erzähler in ihr Lady Ligeia, deren Willenskraft den Tod in ihrer Nachfolgerin besiegt hat.

## Deutung

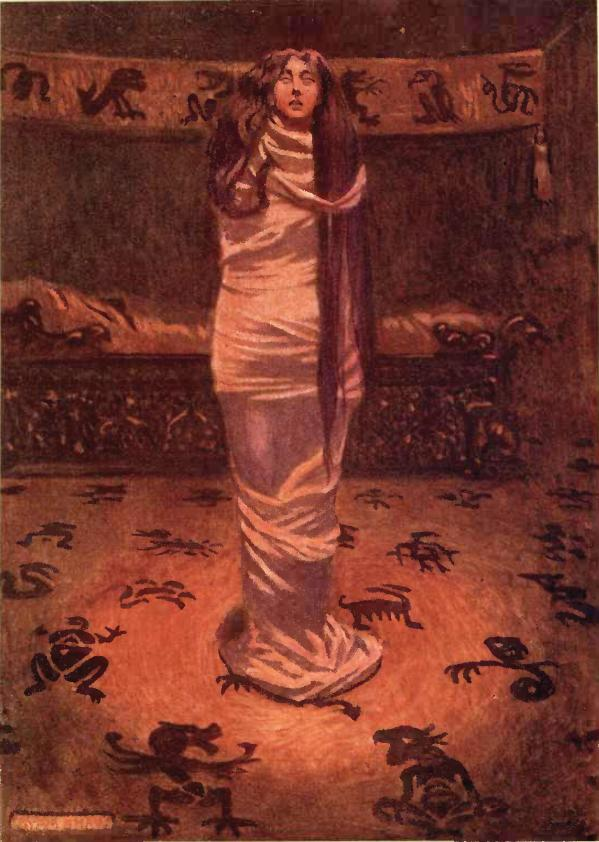
Illustration von Byam Shaw, 1909

Wie in Eleonora und Morella geht es auch hier um den Tod und Verlust einer geliebten Frau, der durch eine jenseitige Kraft überwunden wird. Lebte Morella in ihrer (gleichnamigen) Tochter fort und Eleonora in der Seele ihrer Nachfolgerin Ermengarde, so gelingt es der bereits toten Ligeia, in Lady Rowena im wörtlichsten Sinne, als diese stirbt, wieder aufzuerstehen. Biografisch lässt sich das Zweifrauenproblem in Poes Erzählungen auf seine früh verlorene Mutter und seine Cousine Virginia beziehen, die er heiratete, oder auf diese und andere Frauenbeziehungen, die Poe entweder wirklich hatte oder auch nur in der Phantasie durchspielte. Für die erste Version spricht hier, dass der Ich-Erzähler sich Ligeias Führung und Erziehung unterordnet wie ein Kind der Mutter. Von einer erotischen Beziehung kann weder zu Ligeia noch zu Rowena gesprochen werden; letztere verfällt unmittelbar nach der Eheschließung dem expliziten Hass des Ich-Erzählers.
Allerdings berichtet nicht der Dichter selber die Geschichte, sondern ein Ich-Erzähler als Rollenfigur, der zugleich zu einer eigentümlichen Verfremdung und Verrätselung des Geschehens beiträgt. So bezeichnet er Ligeia als seine Geliebte und Gemahlin, vermag aber nur wenige biografische Details über sie zu berichten. Allem Anschein nach hat er die wesentlichen Fakten über sie vergessen. So erinnert er sich nicht einmal mehr, wo, wie und wann er sie kennengelernt hat. Da er dies dem Leser bereits zu Beginn im ersten Satz der Erzählung mitteilt, deutet die auf eine bewusste Entindividualisierung der Titelfigur. Mit diesem erzähltechnischen Kunstgriff wird durch die Unterdrückung eines individuierenden Namens die Schilderung der besonderen Vorkommnisse eines Einzelfalls auf die Ebene des Exemplarischen gehoben: An die Stelle des Familiennamens, den der Erzähler nach seinen Angaben niemals gekannt hat, tritt die mythopoetisch-typisierende Bezeichnung als Ligeia im Sinne von „die Melodische“. Damit wird in Poes Erzählung die Beziehung zwischen Mann und Frau in nahezu skurriler Form verfremdet; die beiden stehen sich nicht als Personen gegenüber, sondern wie Archetypen, die jedoch zugleich verzerrt und entgrenzt werden.
Das Ringen des Erzählers um die Erinnerung und die vagen, verschwimmenden Merkmale und Eigenschaften Ligeias, die er gleichsam in einem Bereich zwischen Unbewusstem und Wachen nachzuzeichnen versucht, lassen Ligeia wie eine Traumerscheinung oder Vision erscheinen, wobei alle genaueren Umstände oder Hintergründe belanglos werden und in seiner Erinnerung nicht mehr rekonstruiert werden können. Im Prozess des Erinnerns sowie Nacherzählens nimmt die Vorstellung Ligeias gleichsam mythisch-symbolische Züge an und wird dabei ins Bewusste hervorgehoben als sich verfestigender Begriff, der „einer anderen Sphäre des Geistes angehört“. Der Erzähler sieht seine Ehe mit Ligeia schließlich als „romance“ (dt.: „romantische Liebe“) an und rekonstruiert damit ihr Bild als Teil und Ergebnis seiner Imagination, sodass in der Retroperspektive aus chaotischen Emotionen oder Empfindungen und Assoziationen ein neues Bild Ligeias in der Phantasie entsteht. Das Wort „Ligeia“ wird in diesem Rückblick zu einem Kristallisationspunkt, an dem der Erzähler von der Ebene der äußeren Welt zur Realität des Traumes vordringt.
Der Stoff der Erinnerung in der Erzählung zeigt eine Zweiteilung: Leben und Sterben Ligeias einerseits und Tod der zweiten Frau sowie Wiederauferstehung als Ligeia andererseits. An zentraler Stelle in der Mittelachse der Erzählung steht das der Geschichte gleichsam als Motto vorangestellte Zitat von Joseph Glanvill, das bislang in der Forschung jedoch nicht verifiziert werden konnte und vermutlich eine Erfindung Poes ist: „Der Mensch ergibt sich den Engeln oder dem Tod einzig durch die Ohnmacht seines schwachen Willens“ (im Original: „Man doth not yield himself to the angels nor unto death utterly, save only through the weakness of his feeble will“).

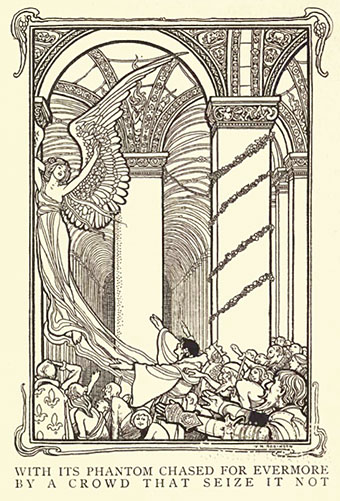
Edgar Allan Poe: The Conqueror Worm – Illustration von Noel (um 1900)

Kurz zuvor findet sich ein balladenähnliches Gedicht Ligeias über das menschliche Leben, in dem Ligeia wie in den mittelalterlichen Moralitäten das menschliche Schicksal als Spiel auf der Bühne des großen Welttheaters darstellt, das wie ein Alptraum von makaberen, phantastischen Effekten begleitet wird. Bereits der erste Vers des Gedichtes weist eschatologische Züge auf wie die Furcht vor dem sicheren Tod und die Vorahnung seines Schreckens. In der traumhaften Bühnenlandschaft sind die Zuschauer verschleierte Engel, die den Ausgang des Stückes kennen und darüber Tränen vergießen. Die Aufführung wird kontrastiv von einer Sphärenmusik mit kosmischen Anklängen untermalt als Ausdruck des Weltgeistes und einer universellen Harmonie, in der die Musik das Weltall besänftigt. Die Sphärenmusik schwillt an und ab und ertönt ungleichmäßig, um sich so dem Gegenstand des Dramas auf der Bühne, der Hoffnung und der Furcht, anzupassen.
Ligeia singt indes „ein anderes Lied als Glanville“: In ihrer Ballade singt ausschließlich der „Conqueror Worm“ (in der deutschen Übersetzung: „Der Erobererwurm“ bzw. „Der Menschheit Bezwinger - der Wurm“) als alleiniger Held dieser Tragödie, in der das menschliche Schicksal unweigerlich zum Tode führt. Die hier geschilderte Phantasmagorie bildet einen Gegenentwurf zu dem Bilde von Ligeia, das der Ich-Erzähler in seiner Erinnerung von ihr entwirft: Trotz der in ihrem eigenen Gedichte verkörperten Auffassung von der Unumgänglichkeit des Todes bäumt Ligeia sich demgegenüber gegen den Tod mit der ganzen Kraft ihres Willens auf. Ihre Willenskraft ist allerdings nicht im heutigen Wortsinn zu verstehen, sondern als ursprüngliches, „archetypisches Phänomen, das Ideen und Merkmale aus anderen Sphären auf sich vereinigt und zu einem komplexen Agglomerat vereinigt“.
Der Ich-Erzähler stellt seine eigene Rolle in der Beziehung zu Ligeia als weitgehend passiv dar; diese wirkt auf ihn wie eine Inspiration auf den Dichter, da er selber außer seinem glühenden Verlangen oder Begehren nichts zur Entstehung des Liedes beizutragen vermag. Die eindrucksvolle Beschreibung dieser Inspiration durch Ligeia spiegelt die Vorstellung nahezu aller romantischen Dichter, die das poetische Erleben als eine Art mystische Schau begreifen, die aus dem Urgrund der Seele aufsteigt und mittels der Imagination und ratio in Worte gefasst wird. So betritt Ligeia das Zimmer des Erzählers unhörbar wie ein Schatten oder eine göttliche Vision; bemerkbar macht sie sich erst durch die „zauberhafte Klangfarbe“ und Musikalität ihrer leisen Stimme, die im Gegensatz zu ihrer „ungestüme[n] Energie“ steht.
Ein Großteil der Erzählung dient der Beschreibung der Schönheit Ligeias, deren Gestalt jedoch nicht dem klassizistischen Ideal der Ebenmäßigkeit und Symmetrie der Formen entspricht, sondern in der Schilderung des Erzählers eher mit dem Formenspiel des Manierismus assoziiert werden kann, in dem wie hier eine Streckung der Länge der Figuren üblich ist. Auch die Ungleichheit und Asymmetrie der Proportionen sowie die Unregelmäßigkeit der Züge Ligeias betrachtet der Erzähler nicht als Schönheitsmangel; wahre Schönheit kommt für ihn eben erst durch diese Abweichung vom klassischen Idealbild zustande, die den Zauber des Ungewöhnlichen und den Glanz des Geheimnisvollen begründet. Die Absonderlichkeiten in der äußeren Erscheinung Ligeias treten für den Erzähler insbesondere in ihren Augen hervor, die „weit größer als die der gazellenäugigen Frauen aus dem Tale Nourjahad“ sind, d. h. in der erhitzten Phantasie des Erzählers von überirdischer, unsagbarer Schönheit zu sein scheinen. In der Beschreibung der Schönheit Ligeias versucht Poe, wie Göller in seiner Interpretation schreibt, „das Wesen der poetischen Schönheit, das seiner Natur nach unsagbar ist, im Wort zu fassen.“.
Zugleich assoziiert der Erzähler die Augen Ligeias mit ihrer Willenskraft: die Aufzählung der Analogien zur Schönheit ihrer Augen gipfelt in dem oben zitierten Spruch Granvills. Die ungeheure Intensität der Gedanken, Taten und Sprache Ligeias erscheinen dem Erzähler jedoch erst nachträglich nach langem Grübeln als Ergebnis ihrer immensen Willenskraft und heftigen Leidenschaft. Die Betonung des Willens deutet dabei aus der Sicht des Erzählers (und Dichters) auf das Ursprünglichste und Wesentlichste am Menschen, das ebenso wenig wie die Liebe durch den Tod zerstört werden kann. Diese Liebe Ligeias erkennt der Erzähler am Tage ihres Todes als „den Antrieb ihres wilden, unbedingten Verlangens nach Leben“, das, wie Göller ausführt, in seiner „Vehemenz und Leidenschaftlichkeit letztlich mit dem Willen überhaupt identisch“ ist. Ligeia liebt demgemäß nicht den Erzähler als reale Person oder Individuum, sondern „in ihm das Leben als Ausdruck des metaphysischen Willens, der gleichzeitig in Gott ist, im Gegensatz zum Prinzip des Todes.“
Die Hochzeit des Erzählers mit Lady Rowena nach dem Tode Ligeias drückt dagegen die Entfremdung des Erzählers aus; seine zweite Frau ist als Gegenpol zur ursprünglichen poetischen Inspiration Ligeias zu sehen. Der Erzähler verbindet Lady Rowena im diametralen Gegensatz zu Ligeia ausschließlich mit der Wirklichkeit, die sich vor allem in Rowenas Streben nach Gold und materiellem Besitz zeigt. Seinen beginnenden Wahnsinn projiziert der Ich-Erzähler nun in die Ausstattung des Raumes, der seinen geistig-seelischen Zustand vordeutet bzw. verkörpert. Die absurden Formen und Farben im Schnitzwerk, Gesims und Mobiliar sowie Teppichmuster entsprechen den durch seine Opiumräusche verzerrten Tagträumen des Sprechers; der Opiumgenuss als solcher spiegelt zugleich seinen Versuch, der Wirklichkeit und dem Tod Ligeias im rauschhaften Traum zu entfliehen.
Die Schilderung der Wiederauferstehung Ligeias durch den Erzähler lässt deutlich erkennen, dass dessen Rolle sich nicht darauf beschränkt, passiv als Spiegel die äußeren Geschehnisse zu reflektieren, sondern zeigt, dass der Erzähler durchaus aktiv an der Erweckung Ligeas beteiligt ist. Solange er sich dem Leichnam Rowenas zuwendete, ist dieser einzig ein toter Körper, mit dem er sich pflichtgemäß beschäftigt. In dem Augenblick, in dem er sich jedoch gedanklich wieder Ligeia zuwendet, kehrt die Farbe in den Leichnam zurück und weitere Lebensanzeichen werden erkennbar. Ist der Erzähler dann wiederum auf den Körper fokussiert, fällt dieser erneut in den Zustand der Todesstarre zurück. Während der bloße Anblick des Leichnams von Rowena die Lebenszeichen verdrängt, trägt die gedankliche Erinnerung und Beschwörung Ligeias durch den Erzähler zu deren Wiederbelebung bei. Der urtümliche Wille Ligeias findet auf diese Weise seine Entsprechung auf Seiten des Erzählers in der Kraft der wiederbelebenden Inspiration.

## Wirkungsgeschichte
Die in Ligeia abgebildete Willenstheorie Poes greift verschiedene literarisch-philosophische Vorlagen auf, die von Novalis über Coleridge bis hin zu deutschen Dichtern und den Philosophen des deutschen Idealismus reichen. Parallelen zu der Auffassung Poes finden sich gleichfalls bei Schopenhauer, der den Willen als Ding an sich ansieht, durch welches die Individuen in Raum und Zeit gesondert sind.
Diese in Ligeia zum Ausdruck kommende philosophische Haltung Poes zum deutschen Idealismus, der den Willen als zentrale menschliche Kraft begreift, zeigt sich noch deutlicher in Poes Kurzgeschichte Morella, die 1835 entstand. Morella setzt sich mit dem Pantheismus Fichtes und der Identitätslehre Schellings auseinander; der Erzähler (und mit ihm der Dichter) versucht sich aus dem Bann dieser mystischen Schriften zu lösen. Hier hat der Erzähler Morella allerdings nie geliebt; seine Entfremdung vom ersten Tag der Verbindung an führt ihrem Tod, den der Erzähler herbeigesehnt hat. Nach ihrem Tode ersteht die Identität Morellas jedoch in der Gestalt der gemeinsamen Tochter wieder, gleichsam wie der Phoenix aus der Asche. In Eleonora, der dritten Frauengestalt in dieser Gruppe von Kurzgeschichten Poes, kommt es nach dem Tode der Titelfigur zu deren Reinkarnation in Gestalt der noch glänzenderen, strahlenderen und umfassenderen Lady Ermengarde. Dem entspricht die romantische Vorstellung vom dichterischen Akt als Wiederholung einer mystischen unio mit der Natur. Poe stellt in diesen drei Kurzgeschichten jeweils die zweite Erscheinung als mystische Schönheit und ekstatische, göttliche Spiegelung der reinen bzw. absoluten Idee dar.
Ligeia und diese verwandten Kurzgeschichten entsprechen der poetologischen Konzeption Poes, nach der die short stories ebenso „strongly mystic“ sein sollen wie seine Gedichte. Unterhalb des oberflächlichen Sinnes soll die short story seiner Vorstellung nach eine unterschwellige, tiefere oder suggestive Bedeutungsschicht aufweisen, die sich jedoch einer eindeutigen begrifflichen Festlegung oder Deutung entzieht. Durch ebendiesen „undercurrent of suggestive meaning“ konstituiert sich die Kurzgeschichte nach Poe als viel- oder mehrdeutiges Kunstwerk. So kann Ligeia vor jeder subtilen Deutung einerseits als die Geschichte „der wunderbaren und märchenhaften Überwindung des Todes durch eine schöne liebende und geliebte Frau“, andererseits aber auch als die Geschichte der „halluzinatorischen Erlebnisse eines Opiumsüchtigen“ gelesen werden. Diese Deutungsweisen schließen sich dabei nicht gegenseitig aus, sondern ergänzen sich wechselseitig zur „Einheit poetischer Ausstrahlung“ im Sinne der von Poe in Die Philosophie der Komposition geforderten „unity of effect“.

## Titel, Motto und Sonstiges
Ligeia ist der Name einer der Sirenen, die zugleich auch Unheilsdämon ist. Der Name (ursprünglich aus dem Griechischen Λιγεία abgeleitet, dt. hell, laut tönend), der bereits als Epitheton Assoziationen zu Tod und Trauer anklingen lässt, taucht danach häufiger in der Sphäre von Tod und Begräbnis auf. In der lateinischen Literatur wird sie zu Nereide, der Tochter des Meergottes Nereus und seiner Gemahlin Doris, einer Nixe, die durch ihren zauberhaften Gesang und ihre Schönheit die Sterblichen verzaubert, von ihrem Vater aber auch den Weg zu den Hesperiden kennt. Poe selber beabsichtigte Assoziation dieser Art durchaus bewusst; Nereide wird von ihm bereits in seinem frühen Gedicht „Al Araaf“ (1829) gedanklich mit „Schönheit, Melodie und Willen“ verbunden.
Poe verknüpfte den Namen Ligeia so mit der Vorstellung von Inspiration und geistiger bzw. dichterischer Schönheit, deren Vollendung nicht allein im Wort, sondern ebenso in der reinen Poesie, d. h. im Melos, zu fassen ist. Der Klangkörper des Namens mit seinem exotisch-fremdartigen Klang unterstützt gleichermaßen mit unterschwelligen Anklängen musikalische, mytho-poetische Suggestionen.
Der Autor des Mottos, das im Text wiederholt wird, soll der englische Autor und Philosoph Joseph Glanvill (1636–1680) sein, dessen Hauptwerk Sadducismus Triumphatus, eine Apologie des Hexen- und Gespensterglaubens, zu den wichtigsten Quellen des Romans „The Monk“ von Matthew Lewis gehört. Allerdings findet sich im gesamten Werk Glanvills keiner der zitierten Verse, sodass davon auszugehen ist, dass Poe selbst der Verfasser ist.
Lord Verulam ist der Adelstitel von Francis Bacon.
Mit Ashtophet spielt Poe wahrscheinlich auf den hebräischen Namen der Astarte an: Ashtoret.
Azrael bezeichnet in der jüdischen Mystik den Engel des Todes.

## Verfilmungen
- Roger Corman verarbeitete 1964 den Stoff in Das Grab der Lygeia. Es war die letzte der acht Poe-Verfilmungen des Regisseurs.
- 2009 erschien Edgar Allan Poe’s Das Grab der Ligeia von Michael Staininger nach einem Drehbuch von John Shirley. Diese Verfilmung versetzte die Geschichte in die Gegenwart.

## Vertonung
Dirk Riegert von der Band Janus hat den Stoff von Ligeia auf dem Album Wurmpalast verarbeitet.

## Deutsche Übersetzungen
- Ligeia. Übertragen von Helmut Wiemken und Christel Wiemken. In: Edgar Allan Poe: Meistererzählungen, hrsg. von Günter Blöcker, Deutsche Buch-Gemeinschaft, Berlin u. a. 1960, S. 201–221. [Hier verwendete Referenzausgabe]

## Sekundärliteratur
- Karl Heinz Göller: Poe · Ligeia. In: Karl Heinz Göller u. a. (Hrsg.): Die amerikanische Kurzgeschichte. August Bagel Verlag, Düsseldorf 1972, ISBN 3-513-02212-3, S. 69–81.